# Путівник Галактикою
Путівник Галактикою (англ. The Hitchhiker's Guide to the Galaxy) — серія гумористичних науково-фантастичних романів британського письменника Дугласа Адамса.
Серія починалась як сценарій радіопостановки, який пізніше був адаптований до стану самостійного літературного твору, і через кілька років став інтернаціональним мультимедійним феноменом. Адаптаціями були театралізовані вистави, серії, що складалися із п'яти книг, серіал, відеогра та комікси. У 2005 році був створений повнометражний фільм «Автостопом по галактиці», сценарій якого розроблявся Дугласом.

## Романи
Основна серія
- 1979 — Путівник по Галактиці для космотуристів (The Hitchhiker's Guide to the Galaxy)
- 1980 — Ресторан «Кінець світу» (The Restaurant at the End of the Universe)
- 1982 — Життя, Всесвіт та все інше (Life, The Universe and Everything)
- 1984 — Бувайте і дякуємо за рибу (So Long and Thanks for all the Fish)
- 1992 — Загалом безпечна (Mostly Harmless)

Написана Йоном Колфером
- 2009 — А, й до речі... (And Another Thing…)

Існувала деяка схожість між сюжетами радіопостановок та книг, хоча хронологія подій була іншою. Багато хто вважає книги найбільш точною та правильною версією, оскільки вони дуже розповсюджені та зручні, проте книги не є остаточним варіантом «путівника».
Не було зрозуміло, чи закінчена серія, бо вже вийшла «трилогія», що складалася з п'яти новел. Проте після смерті Дугласа Адамса у 2001 році стало очевидно, що продовження не буде. Адамс стверджував, що книга «Лосось сумнівів», над якою він працював, не описувала пригоди Дірка Джентлі, а могла стати шостою частиною «Путівника по галактиці». Письменник пояснив, що «Майже безпечна» була доволі невиразною книгою і він хотів би завершити серію на оптимістичнішій ноті. Дуглас також сказав, що у шостій книзі він помістив би усіх героїв у одному місці.

## Телевізійний серіал
Популярність радіопостановок призвела до появи шестисерійного телевізійного серіалу, створеного Аланом Беллом. У серіалі взяли участь багато акторів з радіовистав. У ролі Артура Дента знімався Саймон Джонс, у ролі Форда Префекта — Девід Діксон, Зафода Біблброкса зіграв Марк Вінг-Дейві, а Трілліан — Сандра Дікінсон. Голосом за кадром був Пітер Джонс. У ролі камео у серіалі виступали багато людей, у тому числі сам Дуглас Адамс.

## Хвиля популярності
У 1980-х роках почали вироблятися товари, що були пов'язані з твором Дугласа, наприклад рушники різного кольору, футболки, іграшкові ведмежата з другою головою і додатковою рукою (вони нагадували Зафода Біблброкса) тощо.
У 2005 році з'явилися нові колекційні речі, які булі пов'язані з повнометражним фільмом: фігурки персонажів, гармата, з якої стріляв Марвін, в'язані ляльки тощо.

## Культурний вплив
Існує багато посилань на твір Дугласа Адамса. Серед них:
- Композиція гурту Radiohead, що має назву «Paranoid Android» присвячена параноїдальному роботу Марвіну.
- Під час пошуку в Google фрази «answer to life, the universe and everything» калькулятор показує відповідь 42.
- Один із шахових комп'ютерів компанії IBM називається «Deep Thought» (у глибоких роздумах).
- У книзі Артура Кларка «Побачення з Рамою» головний персонаж розповідає про призначення Галактики і зазначає, що «це не 42».
- Автоматичний перекладач Yahoo! Babel Fish був названий на честь вавилонської рибки із роману.

## Переклади українською
- Адамс Дуглас. Путівник по Галактиці для космотуристів. Переклад з англійської: Олексій Антомонов. Київ: Журнал «Всесвіт», 1990. № 8 стор. 51-126

- (передрук) Адамс Дуґлас. Путівник по Галактиці для космотуристів. Переклад з англійської: Олексій Антомонов. Тернопіль: НК–Богдан, 2016. 232 с. ISBN 978-966-10-4653-4 (серія «Горизонти фантастики»)
- (передрук) Адамс Дуґлас. Путівник по Галактиці для космотуристів. Переклад з англійської: Олексій Антомонов. Тернопіль: НК–Богдан, 2016. 232 с. ISBN 978-966-10-4358-8 (серія «Диван»)
- (передрук) Адамс Дуґлас. Путівник по Галактиці для космотуристів. Переклад з англійської: Олексій Антомонов. Тернопіль: НК–Богдан, 2016. 320 с. ISBN 978-966-10-4396-0 (серія «Маєстат слова»)

- Адамс Дуглас. «Ресторан на краю Всесвіту». Переклад з англійської: Павло Насада. Київ: журнал «Всесвіт». 1996. № 3, стор. 3-103
- Адамс Дуґлас. Ресторан «Кінець світу». Переклад з англійської: Олексій Антомонов. Тернопіль: НК-Богдан. 2016. 240 стор. ISBN 978-966-10-4648-0 (серія «Горизонти фантастики»)
  - (альтернативна серія) Адамс Дуґлас. Ресторан «Кінець світу». Переклад з англійської: Олексій Антомонов. Тернопіль: НК-Богдан. 2016. 240 стор. ISBN 978-966-10-4677-0 (серія «Диван»)
  - (альтернативна серія) Адамс Дуґлас. Ресторан «Кінець світу». Переклад з англійської: Олексій Антомонов. Тернопіль: НК-Богдан. 2016. 336 стор. ISBN 978-966-10-4730-2 (серія «Маєстат слова»)

- Адамс Дуглас. «Життя, Всесвіт і все інше». Переклад з англійської: Іван Яндола. Київ: журнал «Всесвіт». 2000. № 07-08 стор.: 46-93, № 09-10 стор.: 59-107
- Адамс Дуґлас. «Життя, Всесвіт та все інше». Переклав з англійської Олексій Антомонов. Тернопіль: «НК ― Богдан». 2017. 224 стор. ISBN 978-966-10-4723-4 (серія «Горизонти фантастики»)
  - (альтернативна серія) Адамс Дуґлас. «Життя, Всесвіт та все інше». Переклав з англійської Олексій Антомонов. Тернопіль: «НК ― Богдан». 2017. 224 стор. ISBN 978-966-10-4804-0 (серія «Диван»)
  - (альтернативна серія) Адамс Дуґлас. «Життя, Всесвіт та все інше». Переклав з англійської Олексій Антомонов. Тернопіль: «НК ― Богдан». 2017. 224 стор. ISBN 978-966-10-4804-0 (серія «Маєстат слова»)

- Адамс Дуґлас. «Бувайте і дякуємо за рибу». Переклав з англійської Олексій Антомонов. Тернопіль: «НК ― Богдан». 2018. 256 стор. ISBN 978-966-10-5498-0 (серія «Маєстат слова»)

- Адамс Дуґлас. «Загалом Безпечна». Переклав з англійської Олексій Антомонов. Тернопіль: «НК ― Богдан». 2018. 352 стор. ISBN 978-966-10-5506-2 (серія «Маєстат слова»)